# Wilczkowice (Cracovie)
Pour les articles homonymes, voir Wilczkowice.
Wilczkowice est une localité polonaise de la gmina de Michałowice, située dans le powiat de Cracovie en voïvodie de Petite-Pologne.